# Armée du Liban sud
Pour les articles homonymes, voir ALS.
L'Armée du Liban sud (ALS ; en arabe : جيش لبنان الجنوبي - Jaysh Lubnān al-Janūbiyy ; en hébreu :צבא דרום לבנון, צד"ל - Tzvá Dróm Levanón, Tzadál) est une milice libanaise qui opéra avec le soutien de l'armée israélienne pendant l'invasion israélienne du sud Liban en 1978  et celle de 1982. Ses membres étaient principalement des chrétiens maronites et dans une moindre mesure des musulmans chiites. Fondée en 1976-1977, elle est dissoute au moment du retrait de l'armée israélienne du sud Liban, en 2000.

## Histoire
L'ALS est fondée en 1976 par des membres chrétiens maronites et des musulmans chiites pour la plupart de l'armée libanaise basée dans les villes de Marjayoun et Qlayaa. La milice, au départ formée de quelque 500 membres, vise d'abord les factions palestiniennes présentes dans le sud du Liban, puis passe sous les ordres d'Israël, après l'invasion de la région en 1978.
À la mort de son premier dirigeant, le commandant (major) Saad Haddad, des suites d'un cancer en 1984, l'ALS prend pour nouveau chef le général de division en retraite, Antoine Lahad.
Après la prise de contrôle du Liban sud par Israël et son retrait partiel sur la « Zone de Sécurité » en 1985, l'ALS continue à l'aider en combattant les forces d'autres milices libanaises menées par le Hezbollah jusqu'en 2000 et au retrait total décidé par le gouvernement israélien présidé alors par Ehoud Barak. L'ALS est alors aussi responsable de l'administration civile de la zone sous contrôle militaire de Tsahal. Israël fournit en contrepartie à l'Armée du Liban sud, des fonds, des armes, des uniformes et des équipements logistiques.
L'ALS est aussi chargée de mener des attaques, en concertation avec l'armée israélienne, contre la Force intérimaire des Nations unies au Liban pour forcer son départ.
L'ALS ouvre en 1985 un centre de détention à Khiam, lieu où des cas de torture ont été rapportés. Israël a toujours rejeté toute la responsabilité des activités de ce centre sur la seule ALS. Ce point a été notamment documenté par Amnesty International. L'ALS met également en place un service militaire obligatoire d'un an pour tous les hommes de plus de 18 ans vivant dans la zone qu'elle contrôle et grâce aux financements israéliens attire des recrues avec les salaires élevés qu'elle propose dans un contexte économique difficile. L'ALS comprend dans les années 1980 jusqu'à 5 000 combattants. Elle dispose au sommet de sa puissance aussi de soixante-dix chars d'assaut dont une trentaine de chars soviétiques T-54 et T-55.
Dans les années 1990, le Hezbollah et les services de renseignement libanais infiltrés au sein de l'ALS affaiblissent progressivement la milice dont les effectifs diminuèrent en 10 ans de 3 000 à 1 500 combattants vers l'an 2000.
Sous les coups de boutoir du Hezbollah, l’ALS se retire progressivement des localités qu’elle a contrôlées pendant 20 ans. Les désertions se multiplient au sein de la milice. Avec le retrait israélien du Liban-Sud, en mai 2000, l’ALS finit de s’effondrer.

## Retrait israélien, effondrement de l'ALS et capitulation
En mai 2000, à la suite du retrait des forces israéliennes de l'intégralité du territoire libanais, l'ALS, qui n'a pas été mise au courant de cette opération unilatérale de Tsahal, est rapidement dépassée et s'effondre. Le Hezbollah prend contrôle des positions précédemment tenues par l'Armée du Liban Sud. 
Certains membres influents de l'ALS et leurs familles émigrent en Israël, tandis que les autres se rendent aux autorités libanaises ou sont faits prisonniers par le Hezbollah, qui les livre aux forces de sécurité intérieure du Liban afin qu'ils soient jugés pour « collaboration avec l'ennemi ». Ceux qui sont condamnés font des courts séjours en prison, sauf ceux qui sont accusés d'attaques contre des civils et qui n'ont pas fui le pays, qui sont alors condamnées à des peines longues de travaux forcés. Toutefois, certains membres de l'ALS ont été protégés par le Hezbollah parce qu'ils leur auraient transmis des informations pendant l'occupation israélienne. Alors que le retrait israélien progressait rapidement, les miliciens de l’ALS n’avaient que peu de choix. Le gouvernement libanais, le Hezbollah et de nombreux civils de la région les considéraient comme des traîtres et des collaborateurs. En outre, on leur a dit que la frontière israélienne serait fermée après le retrait. Beaucoup étaient terrifiés à l’idée d’être capturés (et peut-être tués) par les gardes armés du Hezbollah ou par des foules vengeresses, ou d’être emprisonnés ou exécutés par le gouvernement libanais.
Après la guerre, le Hezbollah a appelé la population a ne pas prendre part à des actes de vengeance contre les anciens collaborateurs et de laisser faire la justice libanaise, afin qu'elle puisse enquêter, sans entraves. Hassan Nasrallah a appelé les « familles innocentes » (celles des collaborateurs) à rentrer d’Israël, ce que certaines ont fait.
Le gouvernement israélien présidé par Ehud Barak a été grandement critiqué en Israël, notamment pour avoir abandonné à leur sort les collaborateurs et les habitants des territoires anciennement occupés par l'armée de l’État juif. Le général Antoine Lahad déplore « vingt-quatre ans de collaboration anéantis en vingt-quatre heures ». Le 6 avril 2006, le Comité des finances de la Knesseth  approuve le paiement, dans les 7 ans qui suivent, d'une somme de 40 000 shekels pour chaque famille des vétérans de l'ALS. Ehud Barak a été critiqué en Israël par le mouvement des colons juifs au motif que sa décision de se retirer sans consulter ses alliés de l’ALS avait conduit à la rapidité et à la confusion de son effondrement. 
Le Hezbollah a été critiqué au Liban pour avoir empêché l'arrestation de certains membres de l'ALS, il s'est justifié en faisant valoir qu'il était en mesure de savoir lesquels d'entre eux avaient été des informateurs.
Israël continue d'héberger le « gouvernement du Liban libre », au nom duquel l'ALS avait agi. Le gouvernement du Liban libre opère depuis Jérusalem depuis 2000 et prétend toujours être le véritable gouvernement du Liban.

## Exactions
L'Armée du Liban Sud se rend responsable de nombreuses exactions, dont notamment des actes de torture sur ses prisonniers.
Dans la prison de Khiyam, des centaines de personnes ont été torturées et ont été portées disparues. La journaliste libanaise Doha Chams relate qu'« une ancienne détenue a raconté, sous couvert d’anonymat, comment Fakhoury [le directeur de la prison] et ses collaborateurs torturaient les prisonnières durant leur cycle menstruel. Elles étaient frappées sur le dos, sur le ventre et sur les seins, accentuant ainsi leurs saignements, qui se mêlaient à l’eau froide dont elles étaient régulièrement arrosées durant des heures, sous les moqueries de leurs bourreaux. Si elle n’a pas été violée, elle et ses camarades étaient dénudées et subissaient des attouchements sexuels pendant les séances de torture, avec des câbles électriques ou les mains de leurs tortionnaires. Quant aux hommes, ils étaient crucifiés sur des croix de fer pendant des jours, sans nourriture ni sommeil, à tel point que deux prisonniers ont trouvé la mort. Les détenus n’oublient pas non plus les bombes lacrymogènes lancées dans de minuscules cellules sans fenêtre, au moment où Fakhoury et ses hommes réprimaient la révolte des prisonniers, en 1998. Cela avait entraîné la mort de deux prisonniers, ainsi que des maladies respiratoires chroniques chez les survivants, entre autres séquelles. »

### Sources
- Le Hezbollah : un mouvement islamo-nationaliste, Frédéric Domont et Walid Charrara, Éditions Fayard : Paris, 2004  (ISBN 2213620091)